# Anđela Ramljak
Anđela Ramljak (Mostar, 31. ožujka 1986.) je hrvatska glumica.

## Životopis
Diplomirala je glumu na Akademiji dramske umjetnosti u Zagrebu 2014. godine. Od 2017. godine stalna je članica Zagrebačkog kazališta mladih.

## Televizijske uloge
- "Gora" kao Ksenija (2023.)
- "Oblak u službi zakona" kao trudna plavuša (2022.)
- "Područje bez signala" kao Josipa (2021.)
- "Glumci iz karantene" kao pripovjedačica (2020.)
- "Kad susjedi polude" kao Tomislava (2018.)
- "Stipe u gostima" kao djevojka #1 (2014.)
- "Nedjeljom ujutro, subotom navečer" kao policajka (2012.)
- "Mamutica" kao Sandra (2009.)
- "Zabranjena ljubav" kao Marijana Benčić (2006. – 2009.)

## Filmske uloge
- "Da, volim te također" kao Marija (2023.)
- "Medo u sredini" kao Rozina mama (2021.)
- "Škola koja (ne) postoji" kao razrednica (2021.)
- "Anđeo čuvar" kao bolničarka (2018.)
- "Anka" kao Milka (2017.)
- "U čemu je kvaka?" kao Marta (2016.)
- "Zagrebačke priče Vol. 3" kao Lanina mama (2015.)
- "Goranova ulica" kao mama (2015.)
- "Točkica na nosu" (2012.)
- "Oslobođenje u 26 slika" (2009.)
- "Tulum" kao seka (2009.)

## Vanjske poveznice
- Anđela Ramljak u internetskoj bazi filmova IMDb-u (engl.)